# 4505-ös mellékút (Magyarország)
A 4505-ös számú mellékút egy rövid, alig több mint 2 kilométer hosszú, négy számjegyű mellékút a Bács-Kiskun vármegyei Lakitelek területén; Tőserdő településrészt köti össze a 44-es főúttal és Kapásfalu településrésszel, a központ érintése nélkül. Tiszaalpár lakói számára is fontos útvonal, mert ezen Lakitelek belterületét elkerülve érhetik el a 44-es főutat, illetve Kecskemétet és távolabbi célpontokat.

## Nyomvonala
A 44-es főútból ágazik ki, Lakitelek központjától nyugatra, Kapásfalu településrész északi szélén. Annak főutcájaként húzódik az első mintegy 400 méterén, dél-délkeleti irányban, majd a lakott területet elhagyva délkeleti irányba fordul. 1,6 kilométer után keresztezi a MÁV 145-ös számú Kecskemét–Szolnok-vasútvonalát, nem messze Szikra megállóhely térségének északkeleti végétől, ugyanott eléri Tőserdő településrész nyugati csücskét. A belterület délnyugati szélét kísérve húzódik tovább, és így ér véget, beletorkollva a 4625-ös útba, annak 46+700-as kilométerszelvényénél.
Teljes hossza, az országos közutak térképes nyilvántartását szolgáló kira.gov.hu adatbázisa szerint 2,076 kilométer.

## Települések az út mentén
- Lakitelek-Kapásfalu
- Lakitelek-Tőserdő